# Medaille für Treue in der Arbeit (Oldenburg)
Die Medaille für Treue in der Arbeit wurde am 16. November 1904 von Großherzog Friedrich August von Oldenburg für Arbeiter und Dienstboten gestiftet, die nach vollendetem 25. Lebensjahr, 30 Jahre ohne Unterbrechung in einem und demselben Arbeits- und Dienstverhältnis gestanden haben und völlig unbescholten sind.
Ab 16. November 1912 wurde die Statuten geändert und die Verleihung war möglich für Personen, die das 21. Lebensjahr vollendet und 25 Jahre in einem Arbeits- und Dienstverhältnis standen.
Die Medaille ist silbern und zeigt auf der Vorderseite das Abbild des Stifters. Umlaufend FRIEDRICH AUGUST GROSSHERZOG VON OLDENBURG. Auf der Rückseite steht, von einem nach oben offenen Eichenkranz umgeben FÜR TREUE IN DER ARBEIT.
Das Ordensband ist dunkelblau mit zinnoberroten Mittelstreifen.
Getragen wurde die Auszeichnung am Band auf der linken Brust.